# Alexéi Negodailo
Alexéi Negodailo –en ruso, Алексей Негодайл– (Irkutsk, URSS, 28 de mayo de 1989) es un deportista ruso que compitió en bobsleigh en la modalidad cuádruple. 
Ganó una medalla de plata en el Campeonato Mundial de Bobsleigh de 2013. Participó en los Juegos Olímpicos de Sochi 2014, obteniendo una medalla de oro en la prueba cuádruple; pero este resultado le fue anulado en 2017 por demostrarse que dos miembros del equipo, Alexandr Zubkov y Alexei Voyevoda, habían cometido violación de las reglas antidopaje.

## Palmarés internacional
| Juegos Olímpicos   | Juegos Olímpicos     | Juegos Olímpicos | Juegos Olímpicos |
| Año                | Lugar                | Medalla          | Prueba           |
| ------------------ | -------------------- | ---------------- | ---------------- |
| 2014               | Sochi (Rusia)        | DSC              | Cuádruple        |
| Campeonato Mundial |                      |                  |                  |
| Año                | Lugar                | Medalla          | Prueba           |
| 2013               | Sankt Moritz (Suiza) | Medalla de plata | Cuádruple        |